# 1996
1996 (MCMXCVI) var ett skottår som började en måndag i den gregorianska kalendern.

## Händelser

### Under året
- 14 ungdomar dör av ecstasy i Tyskland under årets nio första månader.[1]

### Januari
- 1 januari
  - Saudiarabiens kung Fahd överlämnar av hälsoskäl de löpande regeringsaffärerna till kronprins Abdullah [2].
  - Sverige sänker momsen på mat med 7,4 procentenheter [3].
- 6 januari – En hundraårig byggnad vid Kungstorget i Göteborg, som bland annat inrymmer Atelierteatern, härjas av en våldsam brand.
- 9 januari – Apoteksbolagets styrelse avgår efter kritik mot direktör Åke Hallmans höga lön och fallskärmsavtal [4].
- 11 januari – Chefsåklagaren lägger ned förundersökningen mot Mona Sahlin för missbruk av tjänstekontokort [5].
- 12 januari
  - Alf Svensson noterar efter 23 år som ordförande för KDS ny rekordtid för svenska riksdagspartier [4].
  - En storm av protester följer på svenska regeringens beslut att utvisa de två kurdiska familjerna Sinchari i Åsele i Västerbotten [5].
- 17 januari – Tjeckien ansöker om EU-medlemskap.

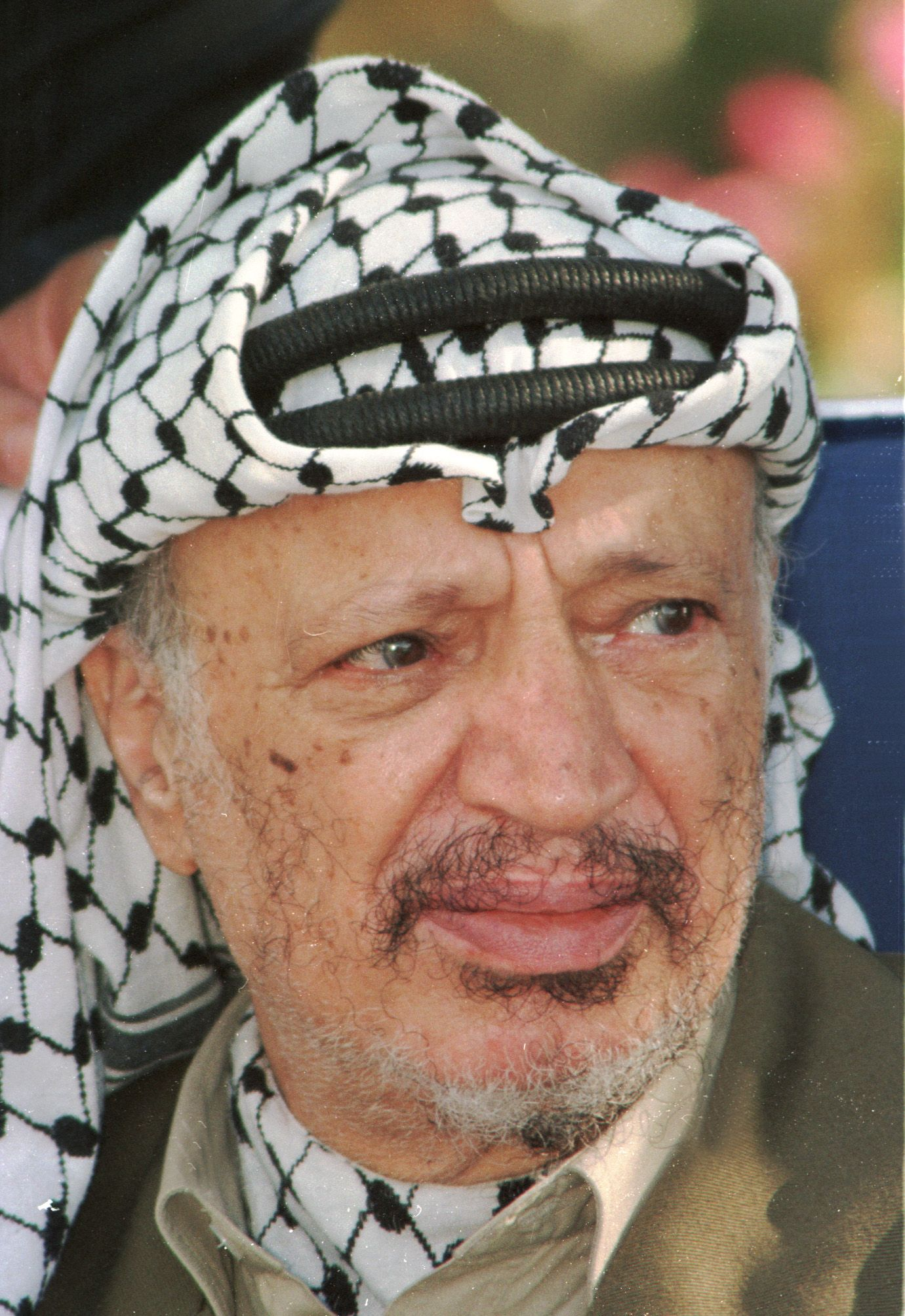
Yassir Arafat vinner palestinska presidentvalet.

- 20 januari – Yassir Arafat vinner palestinska presidentvalet [6].
- 23 januari – Lars-Inge Svartenbrandt grips på Teneriffa, efterlyst för ett bankrån i Linköping [7].
- 25 januari
  - Den sista avrättningen genom hängning utförs i USA.[8]
  - De svenska sångerskorna Eva Dahlgren och Efva Attling ingår registrerat partnerskap [6].
- 30 januari–5 februari – Filippinska flickan Sarah Balabagan, som arbetar som hembiträde i Förenade arabemiraten, får 20 slag då spöstraffet mot henne verkställs efter att hon dödat sin arbetsgivare den 19 juni 1994.

### Februari
- 3 februari – I sydöstra Kina dödas över 250 personer, 15 000 skadas och 2 000 000 blir hemlösa vid en jordbävning [9].
- 11 februari – Polisen griper 28 ungdomar för droginnehav vid ett raveparty på Finnboda varvsområde i Stockholm [5].
- 19 februari
  - I nordvästra Kina dödas över ett 70-tal personer och 10 000 blir hemlösa vid en jordbävning [9].
  - Pernilla Wiberg vinner kombinationstävlingen i alpina skidvärldsmästerskapen i Spanien [7].
- 21 februari – Annika Zell, Sverige blir för tredje gången världsmästare i skidorientering i Lillehammer [3].
- 24 februari
  - Pernilla Wiberg vinner slalom i alpina skidvärldsmästerskapen i Spanien efter att först ha vunnit kombinationstävlingen [5].
  - Maria Leissner skadas och hennes sambo Hans Holmgren omkommer i en bilolycka [7].
  - Kubanska jaktflygplan skjuter ner två amerikanska flygplan som tillhör den kubanska exilgruppen Bröder till undsättning. Kubanska tjänstemän hävdar att de invaderade det kubanska luftrummet.[10]

### Mars
- 8 mars – Järnvägsinspektionen kräver, efter allvarliga olyckor, att SL stänger Stockholms tunnelbana nattetid [4].
- 13 mars – 43-årige Thomas Hamilton skjuter ihjäl 16 barn och en lärare vid en skola i Skottland [7].

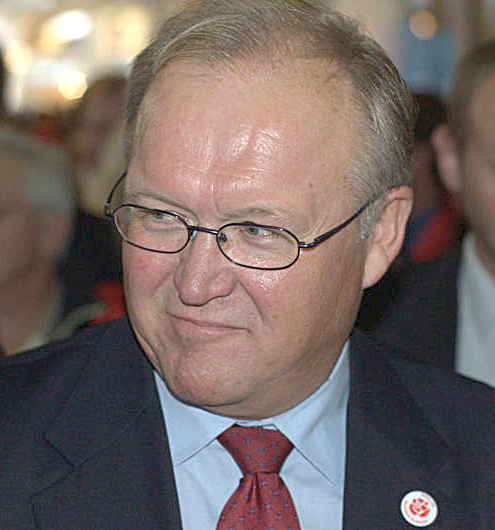
Socialdemokratiska partikongressen väljer Göran Persson till Ingvar Carlssons efterträdare.

- 15 mars – Socialdemokratiska partikongressen väljer Göran Persson till Ingvar Carlssons efterträdare [6].
- 17 mars – Robert Mugabe vinner presidentvalet i Zimbabwe [2].
- 21 mars
  - Flera EU-medlemsländer, bland andra Sverige, stoppar all import av brittiskt nötkött då den galna ko-sjukan, som drabbat cirka 160 000 djur i England, kan överföras till människan [6].
  - Sveriges riksdag väljer Göran Persson till Sveriges nye statsminister [4].
- 22 mars
  - Ingvar Carlsson avgår som svensk statsminister och efterträds av Göran Persson.[5].
  - Den svenska femtiolappen återinförs, nu med en bild av sångerskan Jenny Lind [4].
- 25 mars – Den 68:e Oscarsgalan hålls i Dorothy Chandler Pavilion i Kalifornien, USA.

### April
- 4 april – Storbritannien beslutar att nödslakta fyra miljoner kor efter upptäckten av galna ko-sjukan [7].
- 7 april – Militanta veganer i Umeå misstänks för anlagd brand som uppstår då en brandbomb kastas in på Västerbottens äggcentral, och ett meddelande på väggen "Glad påsk era djävla mördare" [3].
- 9 april – Amerikanska soldater evakuerar amerikaner från Liberia, där de sökt skydd på USA:s ambassad [11].
- 11 april – Kriget mellan MC-klubbarna i Skåne trappas upp när Hells Angels gård i Hasslarp beskjuts [5].
- 15 april – Mona Sahlin lämnar Sveriges riksdag [4].
- 17 april – Sveriges riksdag beslutar att slå samman Kristianstads och Malmöhus län till Skåne län [5].
- 24 april – LO säljer Aftonbladet till norska Schibsted-koncernen, men behåller kontrollen av den politiska riktningen [6]. 49,9 % av aktierna säljs [5].
- 28 april
  - Massakern i Port Arthur.
  - Den egyptiska islamistiska terroristgruppen Gama'a al-Islamiyya, som vill ersätta Egyptens regering med islamistiskt styre, dödar 18 grekiska turister på Europa Hotel i Kairo, då de av misstag tror dem vara judar.
- 30 april – Kung Carl XVI Gustaf har stort kalas i samband med sin 50-årsdag [7].

### Maj

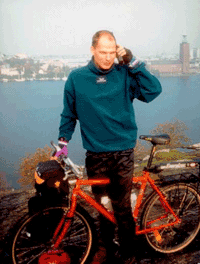
Göran Kropp blir den förste svensken att bestiga Mount Everest.

- 3 maj – Östersjökonferensen inleds i Visby, och är det största internationella toppmöte i Norden under modern tid, och resulterar i bildandet av Östersjörådet. [3]
- 5 maj – Svågadalsborna i Hudiksvalls kommun går till val för att välja opolitiska representanter till en ny nämnd som skall styra byn Svågadalen. [3]
- 12 maj – Förskingring av offentliga medel får förtroendevalda i Gävle att avgå. Sedan följer en kontokortsskandal [5].
- 14 maj – En orkan över Bangladesh dödar över 300 personer, tusentals skadas och 50 000 blir hemlösa [9].
- 22 maj – Sveriges riksdag beslutar att slå ihop Penninglotteriet och Tipstjänst till gemensamt spelbolag med huvudkontor i Visby [4].
- 23 maj
  - Göran Kropp blir den förste svensken att bestiga Mount Everest utan syrgas (förste svensk att bestiga Mount Everest var Mikael Reuterswärd den 11 maj 1990). Kropp kom till Himalaya efter att först ha cyklat från Stockholm [3].
  - USA:s president Bill Clinton meddelar till USA:s kongress att USA skickar soldater till Centralafrikanska republiken för att evakuera amerikaner [11].
  - Dalai Lama besöker Sverige och talar i Globen [7].

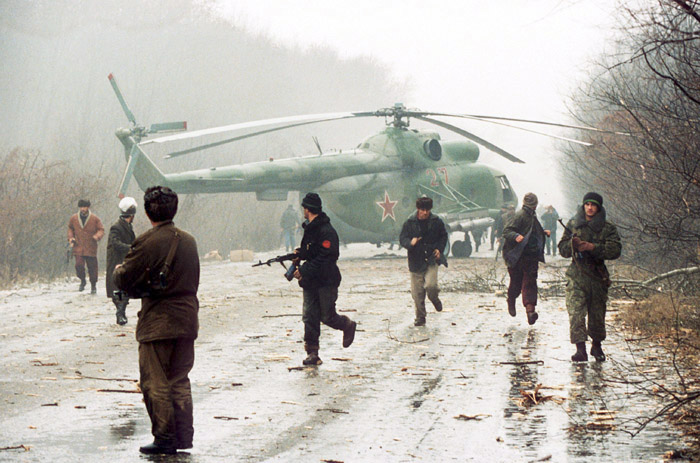
Vapenvila i Första Tjetjenienkriget.

- 24 maj – Hovrätten för Västra Sverige dömer moderata riksdagsledamoten Stig Bertilsson till att lämna sitt uppdrag som riksdagsledamot i en unik dom, som föranleds av att han lurat Presstödsnämnden att betala ut 500 000 SEK [3].
- 27 maj – Vapenvila sluts i Tjetjenien [2].
- 30 maj – Förre landshövdingen Sigvard Marjasin avgår från granskningskommissionen av Palmeutredningen. Han gör detta sedan han polisanmälts för sin bokföring av representation (han frikänns senare) [5].

### Juni
- 2 juni – I USA vinner Annika Sörenstam, Sverige U.S. Women's Open i golf för andra året i rad.[6]
- 4 juni – Hovrätten för Västra Sverige skärper den huvudåtalade för mordet på 14-årige John Hron i Kode den 17 augusti 1995 till två års fängelse medan två medåtalade, som friats av tingsrätten, får tio respektive fyra månaders fängelse [12].
- 21 juni – USA:s president Bill Clinton meddelar till USA:s kongress att USA skall behålla 17 000 NATO-soldater i Bosnien-Hercegovina [11].
- 26 juni
  - Astras USA-chef Lars Bildman och tre andra chefer avskedas, anklagade för att ha förskingrat två miljoner US-dollar och ha utsatt kvinnliga ledamöter för sexuella trakasserier [3].
- 28 juni – KDS riksting beslutar att partinamnet skall vara Kristdemokraterna, förkortat KD.
- 29 juni
  - Översvämning i Jemen dödar 324 personer och lämnar tusentals personer hemlösa [9].
  - Ólafur Ragnar Grímsson väljs till Islands president [2].
- 30 juni – Ett nytt museum över vikingastaden Birka invigs.

### Juli

De 26:e Olympiska sommarspelen hölls i Atlanta, USA.

- 1 juli – 112 ersätter 90 000 som nödnummer i Sverige.
- 3 juli – Boris Jeltsin blir med bred marginal omvald som president i Ryssland [6].
- 18 juli
  - TWA:s Boeing 747 störtar i havet utanför Long Island, och alla 230 i flygplanet dödas [7].
  - Svenskan Gunilla Lindberg blir den andra kvinnan någonsin, som väljs in i Internationella Olympiska Kommittén (IOK).
- 20 juli – De olympiska sommarspelen, som i modern form firar 100 år, invigs i Atlanta [6], och pågår till 4 augusti.
- 27 juli – En bomb exploderar mitt under OS i Atlanta, USA, varvid två personer dödas och 111 skadas.
- 31 juli – Ludmila Enquist, Sverige vinner 100 meter häcklöpning för damer vid olympiska sommarspelen i Atlanta [3].

### Augusti
- 1 augusti – Filippinska flickan Sarah Balabagan återvänder till Filippinerna efter en rättsprocess i Förenade arabemiraten där hon arbetat som hembiträde och stått åtalad för mord.
- 4 augusti – Susanne Gunnarsson & Agneta Andersson, Sverige vinner K 2-distansen för damer i kanot vid olympiska sommarspelen i Atlanta [3].
- 13 augusti – Belgaren Marc Dutroux grips för att ha kidnappat småflickor och förgripit sig på dem, fem kroppar hittas på hans ägor [7].

### September

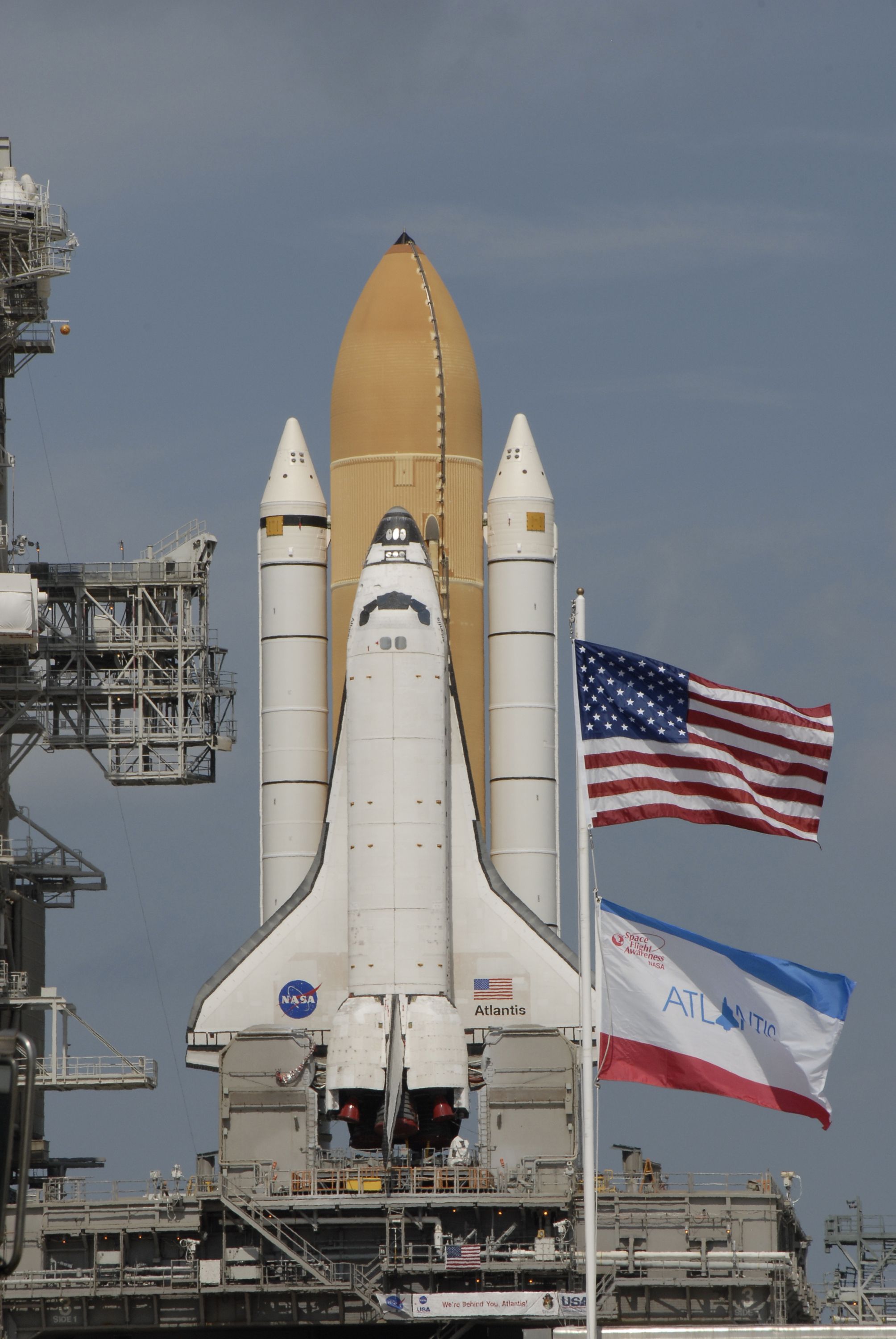
Den amerikanska rymdfärjan Atlantis dockar med den ryska rymdstationen Mir.

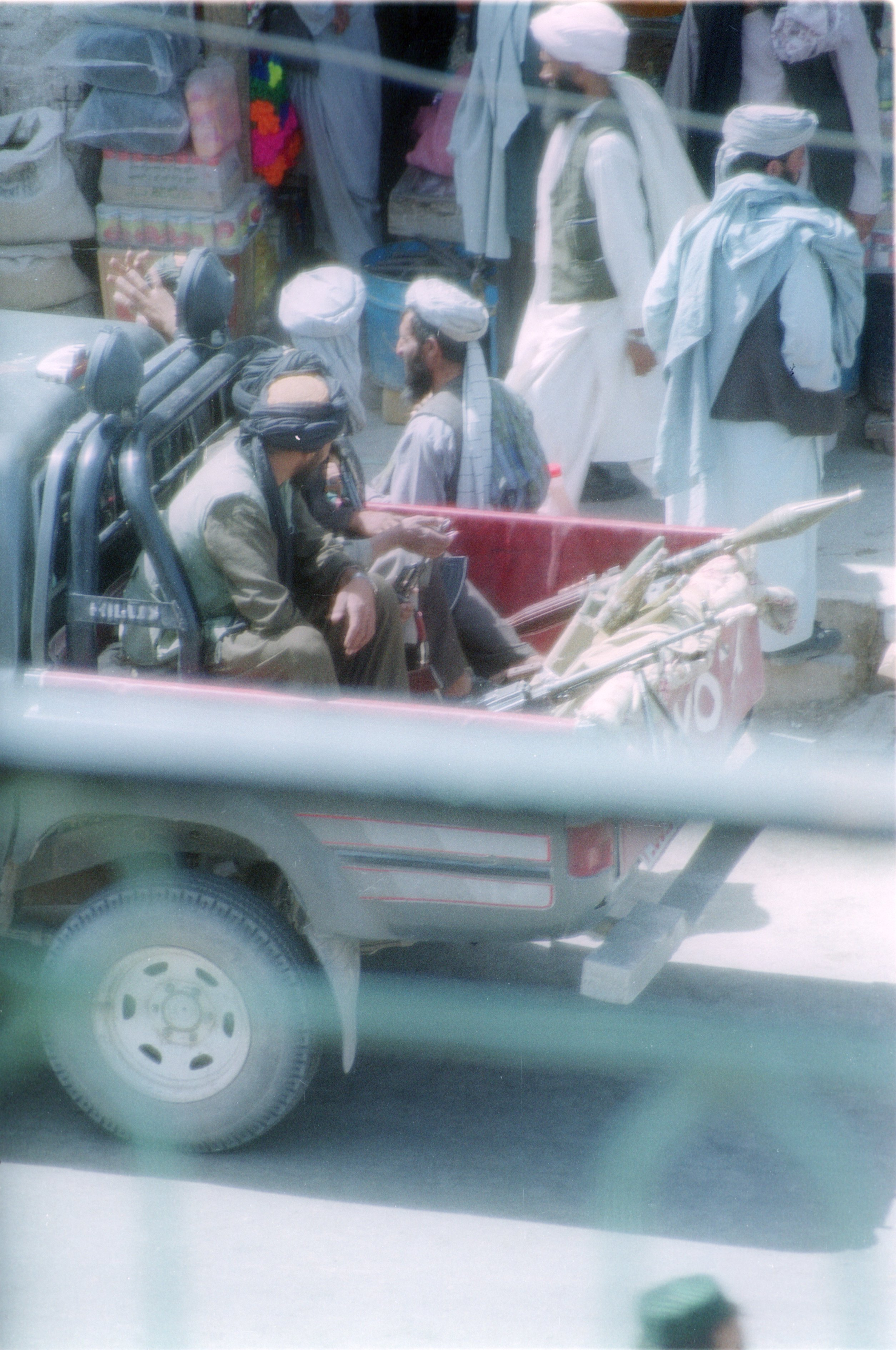
Talibanerna tar över makten i Afghanistan.

- September – Inbördeskrig utbryter i Zaire [13].
- 2 september – I Sverige berättar Vänsterpartiets ledare Gudrun Schyman öppet om sina alkoholproblem i TV, och påbörjar behandling mot missbruket [6].
- 8 september
  - Tyfonen Sally drabbar i Kina, och är den värsta på 42 år. 216 000 hus och drygt 900 fartyg förstörs [2]. Ett stort antal människor omkommer, över 216 000 hus förstörs [9].
  - Fred sluts i Tjetjenien efter nästan två års krig. Tjetjenerna återvänder till Groznyj efter avtalet [2].
- 10 september
  - Posten i Sverige lanserar sin portal Torget, och Internet slår igenom på bred front i Sverige.
  - Första upptäckt ”Lagerkvists komet" (P/1996 R2), första kometen som upptäckts av svensk Claes-Ingvar Lagerkvist, La Silla-observatoriet Chile
- 17 september – Sveriges riksdag öppnar, och Gudrun Schyman finns på plats [3].
- 19 september – Den amerikanska rymdfärjan Atlantis dockar med den ryska rymdstationen Mir.
- 20 september – Eftersom det svenska budgetåret nu skall följa kalenderåret framläggs för första gången svenska statsbudgeten på hösten [5]. För första gången används mediet CD-rom för den[14]. En miljard avsätts i svenska statens budget för Östersjösamarbetet. Biståndsbudgeten skärs ner till 0,7 procent av BNP.

### Oktober
- 11 oktober – Radiostationen i Grimeton förklaras som byggnadsminne.
- 16 oktober – Trots kraftigt motstånd från flera medlemsstater beslutar Europarådet att göra Kroatien till sin 40:e medlemsstat [2].
- 21 oktober – Sverige väljs in i FN:s säkerhetsråd för tredje gången [5].
- 23 oktober
  - Gro Harlem Brundtland avgår som norsk statsminister och efterträds av Torbjörn Jagland [2].
  - Expressens chefredaktör Christina Jutterström avgår då Aftonbladet blivit Sveriges största kvällstidning [4].

### November
- 2 november
  - Tutsirebeller och rwandiska regeringssoldater intar Goma i Zaire och samtliga hjälparbetare flyr staden, där hundratusentals flyktingar samlas, och en av 1990-talets svårare svältkatastrofer inträffar [7].
  - Sista avsnittet av 1987 års tecknade TV-serie om Teenage Mutant Ninja Turtles spelas i USA och heter Divide and Conquer [15].
- 4 november – Sveriges statsminister Göran Persson kritiseras för att under ett besök i Kina ha hyllat landets politiska stabilitet [5]. Folkpartiet kräver misstroendevotum mot statsministern, vilket denne klarar med bred marginal.

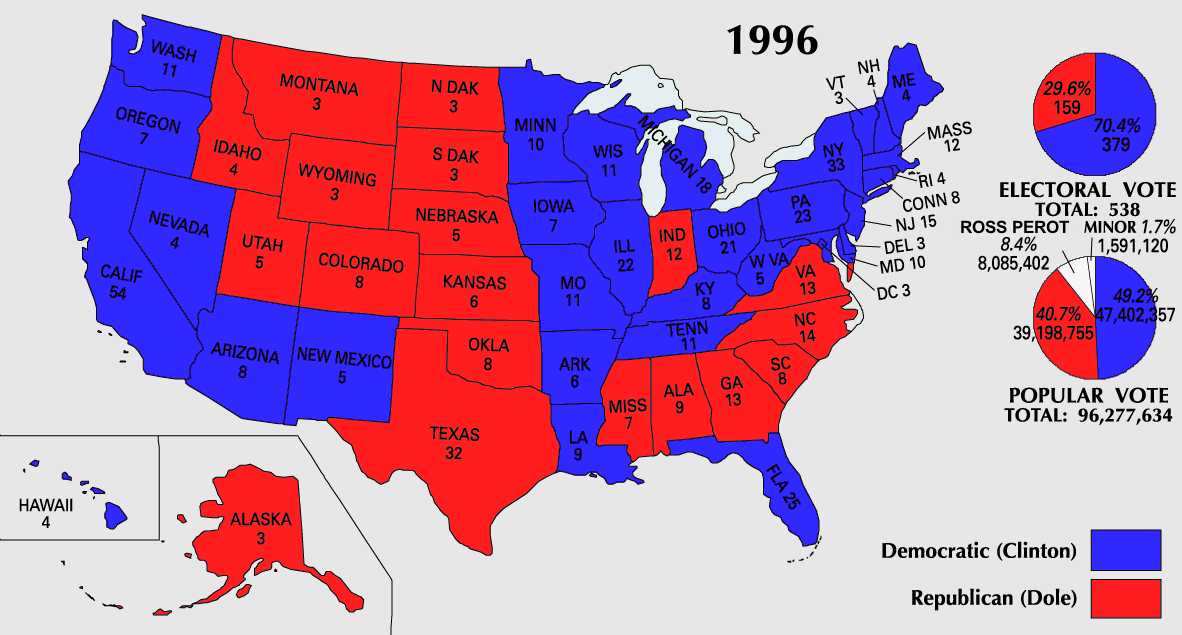
Presidentval i USA.

- 5 november – Sittande presidenten, demokraten Bill Clinton vinner presidentvalet i USA [2] före republikanen Bob Dole och reformpartisten Ross Perot.
- 8 november – Vid en auktion i Zürich säljs ett av världens mest kända frimärken, gula svenska tre skilling banco för 15 miljoner SEK [2].
- 12 november – En Kazakstan Airlines Iljusjin Il-76 kolliderar med en Saudia Boeing 747 över en ort väster om New Delhi, Indien. Alla 312 ombord 747:an omkommer, plus alla 36 ombord Il-76:an. Det är den värsta flygplanskollisionen i historien.
- 13 november
  - Sveriges längsta motorväg mellan Malmö och Uddevalla invigs av kung Carl XVI Gustaf [3].
  - Andorras herrlandslag spelar sin första landskamp, en träningsmatch mot Estland. Andorra förlorar med 1–6. Agusti Pol blir förste fotbollsspelare att göra ett landslagsmål för Andorra.
- 14 november
  - För första gången sedan 1940-talet råder deflation i Sverige. Priserna har under året sjunkit med 0,1 % [5].
  - Beslut att Stig Bergling friges den 1 juli 1997 [4].
- 26 november – 10 år efter explosionen vid vapenkuppen i Järna betraktas området 1996 som farligt [16].
- 30 november – Reaktor 1 i Tjernobyl, Ukraina stängs för gott [2].

### December

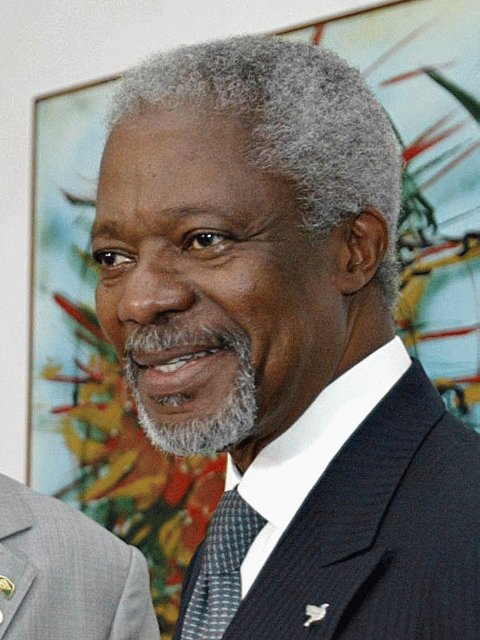
FN:s säkerhetsråd enas om att välja 58-årige diplomaten Kofi Annan från Ghana till FN:s generalsekreterare för den kommande 5-årsperioden.

- December – De flesta barnen födda 1982 i  Sverige avslutar höstterminen i den svenska grundskolans skolår 8 och får sina första skolbetyg, och de blir de första att få målrelaterade betyg.
- 2 december – USA:s president Bill Clinton meddelar till USA:s kongress att USA skall skicka militärflygplan till inbördeskrigets Zaire för att hjälpa till med FN:s humanitära arbete [11].
- 3 december – Staffan Thorsell blir ny chefredaktör för Expressen [4].
- 10 december – Nelson Mandela undertecknar Sydafrikas första demokratiska författning vid en ceremoni i Sharpeville [2].
- 11 december – Sverige tackar ja till medlemskap i Natos nya samarbetsorgan, Atlantiska partnerskapsrådet (APC).
- 12 december
  - Karl Gustav Hammar utses till Svenska kyrkans ärkebiskop och får därmed leda Svenska kyrkan över den beslutade skilsmässan från svenska staten den 1 januari år 2000 [3]. Han är vid utnämningen 53 år gammal [7].
  - Mordet på Wisby Hotell inträffar.
- 13 december
  - FN:s säkerhetsråd enas om att välja 58-årige diplomaten Kofi Annan från Ghana till FN:s generalsekreterare för den kommande 5-årsperioden [6].
  - Sveriges riksdag beslutar att lägga ner bland annat tio försvarsenheter före 1999 [3].
- 18 december – Lagen loi Carrez, som styr fastighetstransaktioner införs i Frankrike[17]
- 30 december – En rapport tillkännager att svenska folket har hamstrat läkemedel för miljardbelopp, inför hotet om prishöjningar och försämrat högkostnadsskydd [5].

### Okänt datum
- Sverige deltar i den Natoledda FN-styrkan IFOR i Bosnien. Svenska marin- och flygförband samövar med Nato i Östersjön, Skagerack och Norska havet.
- Enligt ett försvarsbeslut bantas det svenska försvaret kraftigt. Antalet brigader sätts till 13, antalet stridsfartyg till 33 och antalet flygdivisioner till 13.
- Det tjugonde och sista bandet av Nationalencyklopedin utkommer [5].
- Christer Fåhraeus uppfinner läspennan C-pen.
- Vilt storkpar häckar i Skåne för första gången sedan 1954 [5].
- 1 000 importerade ryska sköldpaddor avlivas på Arlanda [5].
- 700 liter starksprit beslagtas utanför varuhus i Malmö från polska langare [5].
- 50-åring spränger sig till döds vid rättegång i Eskilstuna [5].
- Japans sista rashygieniska steriliseringslagar avskaffas [18].
- Dop blir krav för medlemskap i Svenska kyrkan [19].
- I Sverige går Tipstjänst och Penninglotteriet samman för att bilda Svenska Spel [20].
- Draftit AB bildas i Arvika

## Födda

### Januari
- 6 januari – Kishan Shrikanth, indisk skådespelare och regissör.
- 15 januari – Dove Cameron, amerikansk skådespelare.
- 23 januari – Ruben Loftus-Cheek,engelsk fotbollsspelare.

### Februari
- 2 februari – Harry Winks, engelsk fotbollsspelare.
- 5 februari – Stina Blackstenius, svensk fotbollsspelare.
- 7 februari – Aaron Ekblad, kanadensisk ishockeyspelare.
- 9 februari – Jimmy Bennett, amerikansk skådespelare.
- 14 februari – Nikolaj Ehlers, dansk ishockeyspelare.
- 15 februari - Thobias Montler, svensk friidrottare
- 19 februari – Allen Alvarado, amerikansk barnskådespelare.
- 23 februari – Nick Schmaltz, amerikansk ishockeyspelare.
- 28 februari – Karsten Warholm, norsk friidrottare.

### Mars
- 3 mars - Alexandra Edebo, svensk skicrossåkare
- 6 mars – Christian Coleman, amerikansk friidrottare.
- 13 mars – Brayden Point, kanadensisk ishockeyspelare.

### April
- 11 april – Dele Alli, engelsk fotbollsspelare.
- 14 april – Abigail Breslin, amerikansk Oscarnominerad skådespelare.
- 18 april – Aljaksej Zjyhalkovitj, vitrysk sångare.

### Maj
- 1 maj – William Nylander, svensk ishockeyspelare.
- 8 maj – Dóra Leimeter, ungersk vattenpolospelare.
- 9 maj – Hampus Nessvold, svensk skådespelare.
- 11 maj – Viktor Thorn, svensk längdskidåkare.
- 14 maj – Gréta Gurisatti, ungersk vattenpolospelare.
- 25 maj – David Pastrnak, tjeckisk ishockeyspelare.
- 29 maj - India Sherret, kanadensisk skicrossåkare

### Juni
- 1 juni – Tom Holland, brittisk skådespelare.

### Juli
- 4 juli - Justine Braisaz, fransk skidskytt.
- 5 juli – Fåret Dolly, det första klonade djuret.
- 6 juli – Sandra Näslund, svensk skidåkare.
- 12 juli – Adam Buksa, polsk fotbollsspelare.
- 18 juli – Jonathan Leandoer Håstad, svensk hiphopartist med artistnamnet Yung Lean.
- 22 juli – Kevin Fiala, schweizisk ishockeyspelare.
- 23 juli – Kasperi Kapanen, finländsk ishockeyspelare.
- 25 juli – Jonte Borg, svensk youtuber.
- 28 juli – Samuel Tetteh, ghanansk fotbollsspelare.
- 29 juli – Annette Echikunwoke, nigeriansk-amerikansk friidrottare.
- 30 juli – Dylan Larkin, amerikansk ishockeyspelare.

### Augusti
- 15 augusti – Oskar Lindblom, svensk ishockeyspelare.

### September
- 1 september – Zendaya, amerikansk skådespelare.
- 13 september – Adrian Kempe, svensk ishockeyspelare.
- 22 september – Anthoine Hubert, fransk racerförare.
- 23 september - Ingrid Landmark Tandrevold, norsk skidskytt

### Oktober
- 2 oktober - Ferry Svan, svensk idrottsman inom timbersport och Gunde & Marie Svan:s son
- 7 oktober – Lewis Capaldi, skotsk sångare och låtskrivare.
- 8 oktober – Timo Meier, schweizisk ishockeyspelare.
- 9 oktober
  - Bella Hadid, amerikansk fotomodell.
  - Julia Simon, fransk skidskytt
- 10 oktober – Oscar Zia, svensk sångare, låtskrivare, skådespelare och programledare
- 22 oktober – Johannes Høsflot Klæbo, norsk skidåkare.
- 28 oktober – Jack Eichel, amerikansk ishockeyspelare.
- 29 oktober – Mikko Rantanen, finländsk ishockeyspelare

### November
- 7 november – Lorde, nyzeeländsk sångerska.
- 8 november – Wiktoria Johansson, svensk sångerska och låtskrivare.
- 10 november – Dorottya Szilágyi, ungersk vattenpolospelare.
- 16 november – Lukas Nilsson, svensk handbollsspelare.
- 27 november – Alexandra Astin, amerikansk skådespelare.

### December
- 4 december – Oskar Lang, svensk ishockeyspelare.
- 5 december – Hampus Hedström, svensk youtuber.
- 9 december – Kyle Connor, amerikansk ishockeyspelare.
- 12 december – Agnes Darelid, svensk jazztrombonist.
- 31 december
  - Aleksandr Bolsjunov, rysk längdskidåkare.
  - Felix Leitner, österrikisk skidskytt.

## Avlidna

### Första kvartalet

#### Januari
- 4 januari – Axel Wallenberg, 97, svensk skulptör.
- 8 januari – François Mitterrand, 79, fransk politiker, Frankrikes president 1981–1995.[6]
- 19 januari – Don Simpson, 52, amerikansk filmproducent.
- 20 januari – Gerry Mulligan, 68, amerikansk jazzmusiker barytonsaxofonist.
- 27 januari – Ralph Yarborough, 92, amerikansk demokratisk politiker, senator 1957–1971.
- 28 januari – Joseph Brodsky, 55, rysk-amerikansk författare.
- 30 januari – Tom Younger, 73, amerikansk skådespelare, producent, och regissör, verksam i Sverige.

#### Februari
- 1 februari – Jan Bjelkelöv, 62, svensk skådespelare.
- 2 februari – Gene Kelly, 83, amerikansk skådespelare.
- 19 februari – Greta Wassberg, 91, svensk sångare.
- 20 februari – Birgit Johannesson, 74, svensk skådespelare.
- 23 februari – Joseph W. Barr, 78, amerikansk demokratisk politiker, USA:s finansminister 1968–1969.
- 24 februari – Olle Granberg, 67, svensk skådespelare och programledare i radio.
- 25 februari – Haing S. Ngor, 55, kambodjansk-amerikansk skådespelare.

#### Mars
- 2 mars – Lyle Talbot, 94, amerikansk skådespelare.
- 9 mars – George Burns, 100, amerikansk skådespelare.
- 13 mars
  - Lucio Fulci, 68, italiensk filmregissör, manusförfattare och skådespelare.
  - Thomas Hamilton, 43, brittisk massmördare.
  - Krzysztof Kieślowski, 54, polsk regissör och manusförfattare.
- 14 mars – Maj Sønstevold, 78, svensk kompositör.
- 15 mars – Stina Sorbon, 78, svensk sångerska och skådespelare.
- 23 mars – Margit Manstad, 93, svensk skådespelare.

### Andra kvartalet

#### April
- 2 april – Börje Teijler, 75, svensk kommunhistoriker.
- 3 april – Ron Brown, 54, amerikansk demokratisk politiker.
- 6 april – Greer Garson, 91, brittisk-amerikansk skådespelare.
- 11 april – Jessica Dubroff, 7, amerikansk pilotelev, avled i ett flyghaveri.
- 13 april – James 'Jimmy the Gent' Burke, 64, amerikansk gangster.
- 16 april – Tage Olihn, 87, svensk militär.
- 21 april – Dzjochar Dudajev, 52, tjetjensk president.
- 25 april – Saul Bass, 75, amerikansk grafisk designer.
- 28 april – Svea Holst, 95, svensk skådespelare.

#### Maj
- 1 maj
  - Herbert Brownell, 92, amerikansk republikansk politiker, USA:s justitieminister 1953–1957.
  - David M. Kennedy, 90, amerikansk republikansk politiker, USA:s finansminister 1969–1971.
- 6 maj
  - Pekka Langer, 76, svensk författare och programledare i TV och radio.
  - Otto Scheutz, 94, svensk skådespelare, produktionsledare och inspicient.
  - Leo-Jozef Suenens, 91, belgisk ärkebiskop och kardinal.
- 11 maj
  - Rob Hall, 35, nyzeeländsk bergsbestigare.
  - Scott Fischer, 40, amerikansk bergsbestigare
- 14 maj – Edward Gurney, 82, amerikansk republikansk politiker.
- 15 maj – Newt V. Mills, 96, amerikansk demokratisk politiker, kongressledamot 1937–1943.
- 17 maj – Scott Brayton, 37, amerikansk racerförare.
- 27 maj – George Boolos, 55, amerikansk filosof.
- 29 maj – Tamara Toumanova, 77, rysk ballerina.
- 31 maj – Timothy Leary, 75, amerikansk författare, psykolog och drogförespråkare.

#### Juni
- 15 juni – Ella Fitzgerald, 79, amerikansk jazzsångerska.
- 17 juni – Thomas Kuhn, 73, amerikansk filosof och professor.
- 19 juni
  - Sven Stiberg, 77, svensk kompositör och jazzmusiker (gitarr, banjo).
  - Edvin Wide, 100, svensk löpare [5].
  - Hillevi Rombin, 62, var Fröken Sverige och Miss Universum 1955.
- 26 juni – Veronica Guerin, 36, irländsk journalist.
- 28 juni – Albert R. Broccoli, 87, amerikansk filmproducent.

### Tredje kvartalet

#### Juli
- 4 juli – Björn Strand, 53, svensk skådespelare.
- 5 juli – Erik Wickberg, 91, svensk ledare av Frälsningsarmén.
- 9 juli – Greta Hofsten, 69, svensk journalist och publicist.
- 12 juli – Gottfried von Einem, 78, österrikisk kompositör.
- 14 juli – Jeff Krosnoff, 31, amerikansk racerförare.
- 15 juli
  - Dana Hill, 32, amerikansk skådespelare.
  - Sten Lonnert, 68, svensk skådespelare.
- 17 juli – Elsa Cedergren, 102, svensk grevinna.
- 19 juli – E.T. Mensah, 77, ghanansk musiker.
- 20 juli – Bertil Boo, 82, "den sjungande bonden", svensk skådespelare och sångare (baryton).
- 29 juli – Jason Thirsk, 28, amerikansk musiker, basist.
- 30 juli – Claudette Colbert, 92, amerikansk skådespelare.

#### Augusti
- 8 augusti – Harry Angelman, 80, brittisk läkare.
- 14 augusti – Sergiu Celibidache, 84, rumänsk dirigent.
- 15 augusti – Lisskulla Jobs, 90, svensk skådespelare.
- 27 augusti – Sven Stolpe, 91, svensk författare, översättare, journalist, litteraturforskare och litteraturkritiker.

#### September
- 1 september – Evert Granholm, 90, svensk sångare inom populärmusik.
- 13 september – Tupac Shakur, 25, amerikansk rappare och samhällsaktivist.
- 17 september – Spiro Agnew, 77, amerikansk republikansk politiker, USA:s vicepresident 1969–1973.
- 20 september – Paul Erdős, 83, ungersk matematiker.
- 21 september – Henri Nouwen, 64, nederländsk romersk-katolsk präst och författare.
- 22 september – Dorothy Lamour, 81, amerikansk skådespelare.
- 24 september – Mark Frankel, 34, brittisk skådespelare.
- 28 september – Mohammad Najibollah, 49, afghansk politiker, Afghanistans president 1986–1992.

### Fjärde kvartalet

#### Oktober
- 3 oktober – Mats Dahlbäck, 63, svensk skådespelare.
- 9 oktober – Hans Ullberg, 76, svensk skådespelare.
- 12 oktober – Erik Blomberg, 83, finländsk filmregissör, skådespelare, manusförfattare och filmfotograf.
- 17 oktober – Carl-Olof Alm, 71, svensk skådespelare.
- 23 oktober
  - Henry Allard, 84, svensk socialdemokratisk politiker, talman.
  - Harold Hughes, 74, amerikansk politiker, guvernör i Iowa 1963–1969, senator 1969–1975.
- 24 oktober
  - Artur Axmann, 83, tysk nazistisk politiker.
  - Gunnar Ekström, 83, svensk skådespelare.
- 27 oktober – Sten-Olle Tegmo, 83, svensk militär.

#### November
- 2 november – Eva Cassidy, 33, amerikansk sångerska.
- 3 november – Jean-Bédel Bokassa, 75, president och kejsare i Centralafrikanska republiken.
- 5 november – Lars-Åke Nilsson, 53, svensk diplomat.
- 14 november – Joseph Louis Bernardin, 68, amerikansk romersk-katolsk ärkebiskop och kardinal.
- 15 november – Alger Hiss, 92, amerikansk jurist, anklagad för att spionera för Sovjetunionen.
- 19 november – Poul Ströyer, 73, svensk tecknare [5].
- 21 november – Abdus Salam, 70, pakistansk fysiker, nobelpristagare 1979.
- 22 november – Ray Blanton, 66, amerikansk demokratisk politiker.
- 25 november – Lennart Nyberg, 76, svensk barn- och ungdomsskådespelare.
- 29 november – Dan Flavin, 63, amerikansk skulptör.

#### December
- 3 december – Babrak Karmal, 67, afghansk politiker, Afghanistans president 1980–1986.
- 6 december – Olof Sundby, 79, svensk ärkebiskop 1972–1983.
- 9 december – Alain Poher, 87, fransk politiker, Frankrikes tillförordnade president 1969 och 1974.
- 15 december – Rune Elmqvist, 90, svensk uppfinnare.
- 19 december
  - Lasse Holmqvist, 65, svensk TV-programledare, journalist och författare [5].
  - Lars-Erik Liedholm, 68, svensk skådespelare, regissör, regiassistent och manusförfattare.
  - Marcello Mastroianni, 72, italiensk skådespelare.
- 20 december – Carl Sagan, 62, amerikansk astronom och författare.
- 23 december – Inger Taube, 57, svensk fotomodell och skådespelare.
- 26 december
  - JonBenét Ramsey, 6, amerikansk skönhetsdrottning (mördad).
  - Olle Tandberg, 78, svensk boxare.
- 30 december – Jack Nance, 53, amerikansk skådespelare.

## Nobelpris[21]
- Fysik
  - David M. Lee, USA
  - Douglas D. Osheroff, USA
  - Robert C. Richardson, USA
- Kemi
  - Robert F. Curl Jr., USA
  - Sir Harold Kroto, Storbritannien
  - Richard E. Smalley, USA
- Medicin
  - Peter C. Doherty, Australien
  - Rolf M. Zinkernagel, Schweiz
- Litteratur – Wisława Szymborska, Polen
- Fred
  - Carlos Filipe Ximenes Belo, Östtimor
  - José Ramos-Horta, Östtimor
- Ekonomi
  - James A. Mirrlees, Storbritannien
  - William Vickrey, USA